# Brachyusa filitarsis
Brachyusa filitarsis är en skalbaggsart som först beskrevs av Thomas Casey 1911.  Brachyusa filitarsis ingår i släktet Brachyusa och familjen kortvingar. Inga underarter finns listade i Catalogue of Life.